# Londonbeat
Londonbeat é uma banda de dance-pop britânico-americana que teve vários sucessos de pop e dance no início dos anos 90. Os membros da banda são o americano Jimmy Helms (que também teve uma carreira solo de sucesso e gravou jingles de rádio para Radio Hallam e Hereward Radio no Reino Unido); Jimmy Chambers (nascido em 29 de janeiro de 1946), de Trinidad, e Charles Pierre. Os ex-membros incluem o multi-instrumentista William Henshall (creditado como Willy M); George Chandler (ex-membro fundador e líder do Olympic Runners); Marc Goldschmitz (posteriormente membro da banda Leash) e Myles Kayne.

## Membros

### 1980s/1990s
- Jimmy Helms
- Jimmy Chambers
- George Chandler
- William Henshall (Willy M)

### 2000s
- Jimmy Helms
- Jimmy Chambers
- Myles Kayne
- Marc Goldschmitz

## Discografia
| Ano  | Título                      | Parada   |
| ---- | --------------------------- | -------- |
| 1988 | Londonbeat Speak            |          |
| 1990 | In The Blood                | #34 (UK) |
| 1992 | Harmony                     |          |
| 1994 | Londonbeat                  |          |
| 1995 | Best! The Singles           |          |
| 1997 | The Very Best of Londonbeat |          |
| 2003 | Back in the Hi-Life         |          |
| 2004 | Gravity                     |          |